# How the Cause Was Won
How the Cause Was Won è un cortometraggio muto del 1912 diretto da Fred W. Huntley.

## Produzione
Il film fu prodotto dalla Selig Polyscope Company.

## Distribuzione
Distribuito dalla General Film Company, il film - un cortometraggio di una bobina - uscì nelle sale cinematografiche statunitensi il 7 ottobre 1912.